# 山口高志 (サッカー選手)
山口 高志（やまぐち たかし、1972年11月27日 - ）は、日本の元サッカー選手。現役時代のポジションはディフェンダー、ミッドフィールダー。

## 来歴
高校時代までベルギーやイギリスで過ごした後、1991年に日本サッカーリーグ2部の読売ジュニオールに加入。1992年1月19日に行われたJSL2部第16節の住友金属工業蹴球団戦でデビューをした。
同年、読売ジュニオールが日本プロサッカーリーグのヴェルディ川崎のサテライトチームとして再編されたことに伴い、同クラブに加入。トップチームでの出場機会はなく、同シーズン限りで退団した。
その後、関東サッカーリーグの横河電機サッカー部に移籍。1999年以降はチームが日本フットボールリーグに加盟したことに伴い同リーグでのプレーとなり、2001年まで在籍した。

## 個人成績
| 国内大会個人成績 | 国内大会個人成績 | 国内大会個人成績 | 国内大会個人成績 | 国内大会個人成績 | 国内大会個人成績 | 国内大会個人成績 | 国内大会個人成績 | 国内大会個人成績 | 国内大会個人成績 | 国内大会個人成績 | 国内大会個人成績 |
| 年度             | クラブ           | 背番号           | リーグ           | リーグ戦         | リーグ戦         | リーグ杯         | リーグ杯         | オープン杯       | オープン杯       | 期間通算         | 期間通算         |
| 年度             | クラブ           | 背番号           | リーグ           | 出場             | 得点             | 出場             | 得点             | 出場             | 得点             | 出場             | 得点             |
| 日本             | 日本             | 日本             | 日本             | リーグ戦         | リーグ戦         | リーグ杯         | リーグ杯         | 天皇杯           | 天皇杯           | 期間通算         | 期間通算         |
| ---------------- | ---------------- | ---------------- | ---------------- | ---------------- | ---------------- | ---------------- | ---------------- | ---------------- | ---------------- | ---------------- | ---------------- |
| 1991-92          | 読売Jr           |                  | JSL2部           | 2                | 0                |                  |                  |                  |                  |                  |                  |
| 1992             | V川崎            | -                | J                | -                | -                | 0                | 0                |                  |                  |                  |                  |
| 通算             | 日本             | 日本             | J                | 0                | 0                | 0                | 0                |                  |                  |                  |                  |
| 通算             | 日本             | 日本             | JSL2部           | 2                | 0                |                  |                  |                  |                  |                  |                  |
| 総通算           | 総通算           | 総通算           | 総通算           | 2                | 0                |                  |                  |                  |                  |                  |                  |